# تولیدمثل مرغ

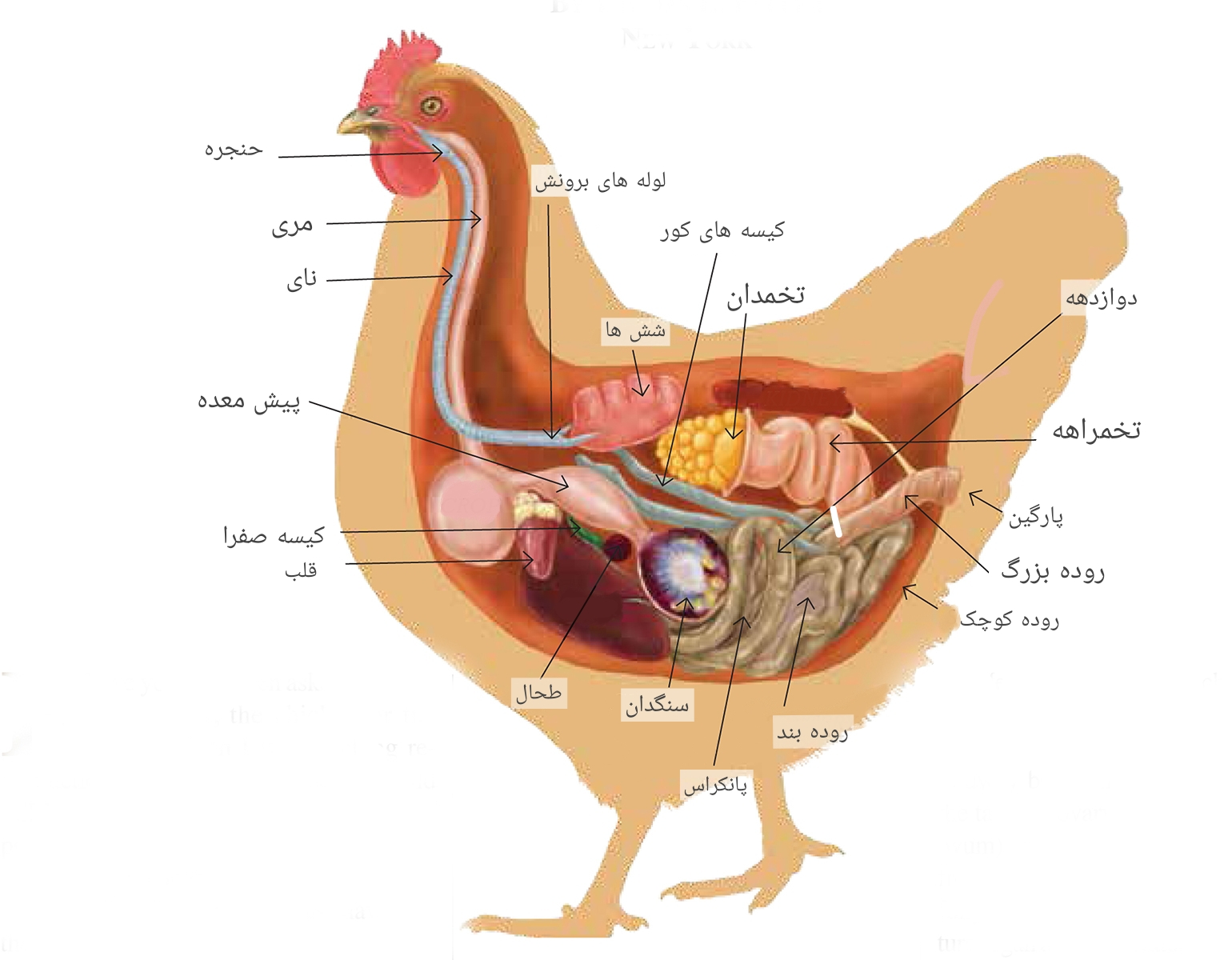

‌‌مرغ نیز مانند تمام پرنده‌های دیگر تولیدمثل جنسی و غیرجنسی دارد. پس از جفت‌گیری و تخم‌گذاری ۲۱ روز طول می‌کشد که تخم مرغها به جوجه تبدیل شوند. مرغ‌ها می‌توانند بدون نیاز به خروس و جفتگیری تخم‌گذاری کنند که البته این تخم مرغ‌ها بارور نمی‌شوند زیرا بدون نطفه‌اند. درصد تخم‌گذاری مرغ‌های خانگی در فصل سرما کاهش می‌یابد و دادن گندم تأثیر بسزایی در تخم‌گذاری آن‌ها دارد.
به‌طور کلی دستگاه تناسلی مرغ از دو قسمت تخمدان و مجرای تخمدان تشکیل شده است. برخلاف بسیاری از جانوران ماده که دارای دو تخمدان فعال هستند، مرغ معمولاً فقط یک تخمدان دارد. تخمدان راست با بیرون آمدن جوجه ماده رشد نمی‌کند، اما تخمدان چپ به بلوغ خود ادامه می‌دهد.
تخمدان مجموعه‌ای از کیسه‌ها است که در وسط بین گردن و دم به مرغ‌ها متصل شده است. زمانی که مرغ از تخم بیرون می‌آید کاملاً تشکیل می‌شود و حاوی چندین هزار تخم ریز است. که هر تخمک در فولیکول خودش است. هنگامی که ماده به بلوغ می‌رسد، این تخمک‌ها هر بار چند تا به زرده تبدیل می‌شوند.
همان‌طور که تخمک رشد می‌کند و بزرگ‌تر می‌شود، اینجاست که زرده آزاد می‌شود. روی سطح هر زرده تخم مرغ یک لکه کوچک سفید رنگ دیده می‌شود. این شامل یک سلول ماده واحد است. اگر اسپرم هنگام ورود زرده به داخل دهانه قیفی‌شکل وجود داشته باشد، یک اسپرم منفرد به دیسک نفوذ می‌کند و آن را بارور می‌کند و دیسک به دیسک بارور شده تبدیل می‌شود. از نظر فنی، دیسک بارور شده تخمک واقعی است. اندکی پس از لقاح، دیسک بارورشده شروع به تقسیم به سلول‌های ۲، ۴، ۸ و بیشتر می‌کند. مراحل اولیه رشد جنینی آغاز شده و تا زمان تخم‌گذاری ادامه دارد. سپس رشد تا زمانی که تخم مرغ در جوجه کشی شود فروکش می‌کند. هنگامی که اسپرم و تخمک با هم متحد می‌شوند، این فرایند لقاح نامیده می‌شود. پس از لقاح، تخم می‌تواند رشد کند و به جوجه تبدیل شود. فقط تخم‌های بارورشده به جوجه تبدیل می‌شوند. جوجه‌ها رشد می‌کنند و به پرندگان بالغ تبدیل می‌شوند.
لوله رحمی لوله‌ای است که در امتداد ستون فقرات بین تخمدان و دم قرار دارد. در یک مرغ بالغ تقریباً ۲۵ تا ۲۷ اینچ طول دارد. زرده به‌طور کامل در تخمدان تشکیل می‌شود. هنگامی که زرده به‌طور کامل رشد می‌کند، فولیکول آن پاره می‌شود و آن را از تخمدان آزاد می‌کند. سپس وارد دهانه قیفی می‌شود، ورودی مجرای تخمک می‌شود.
تمام قسمت‌های دیگر تخم مرغ در حین عبور زرده از مجرای تخمک به زرده اضافه می‌شود لوله معلق‌کننده، سفیده تخم مرغ، غشاهای پوسته و پوسته در اطراف زرده تشکیل می‌شوند تا تخم کامل را بسازند و سپس تخم‌گذاری می‌شوند. این چرخه کامل معمولاً کمی بیشتر از ۲۴ ساعت نیاز دارد. حدود ۳۰ دقیقه پس از گذاشتن تخم مرغ، یک زرده دیگر آزاد می‌شود و این روند تکرار می‌شود.